# Hiram Bingham
Hiram Bingham (Honolulu, 19 de novembro de 1875 – Washington, D.C., 6 de junho de 1956) foi um acadêmico, explorador e político norte-americano. Ele tornou pública a existência da cidadela Inca de Machu Picchu em 1911 com a orientação de fazendeiros indígenas locais. Mais tarde, Bingham serviu como governador do Connecticut por um único dia, o mandato mais curto da história, e depois como membro do Senado dos Estados Unidos.

## Juventude e início da carreira acadêmica
Bingham nasceu em Honolulu, Havaí, filho de Clara Brewster e Hiram Bingham II (1831–1908), um dos primeiros missionários protestantes no Reino do Havaí, neto de Hiram Bingham I (1789–1869) e Sybil Moseley (1792-1848), primeiros missionários. Ele frequentou o O'ahu College, agora conhecido como Punahou School, de 1882 a 1892. Ele foi para os Estados Unidos na adolescência a fim de completar sua educação, entrando na Phillips Academy em Andover, Massachusetts, onde se formou em 1894. Ele obteve um diploma de bacharel pelo Yale College em 1898, formou-se na Universidade da California, Berkeley em 1900, onde fez um dos primeiros cursos de história latino-americana oferecidos nos Estados Unidos, e Ph. D. na Universidade Harvard em 1905. Desde Harvard na época o fez por não ter um especialista em história da América Latina, Edward Gaylord Bourne de Yale serviu como examinador para os exames de qualificação de Bingham. Ele ensinou história e política em Harvard e, em seguida, serviu como preceptor de Woodrow Wilson na Universidade de Princeton. Princeton "não favoreceu muito a história da América Latina", portanto, em 1907, quando Yale procurou um substituto para Bourne, que morrera prematuramente, nomeou Bingham como conferencista de história da América do Sul. Bingham foi um dos pioneiros do ensino e da pesquisa em história latino-americana nos Estados Unidos. Em 1908, ele publicou uma avaliação das perspectivas do campo, "As possibilidades da história e política sul-americana como campo de pesquisa", em que ele pesquisou recursos de biblioteca e arquivo nos Estados Unidos e também na América do Sul. A partir de 1924, ele foi membro do Acorn Club.

## Explorador

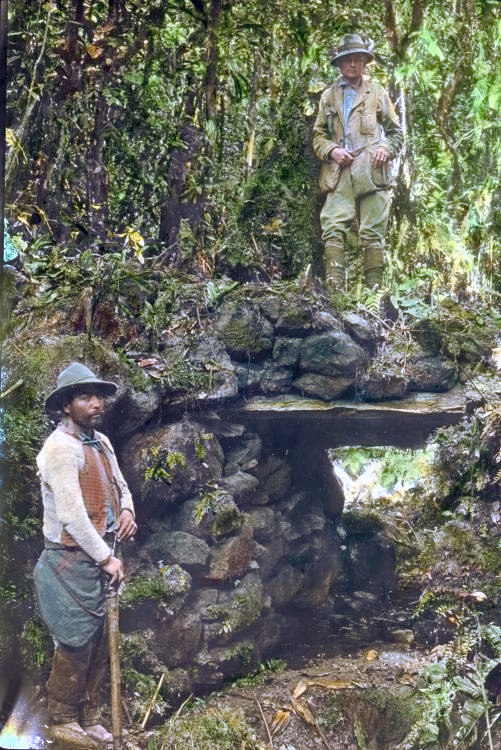
Bingham (canto superior direito) com um guia local em uma ponte na selva em Espiritu Pampa, no Peru, 1911

Bingham não era um arqueólogo treinado. No entanto, foi durante o tempo de Bingham como conferencista e professor de história da América do Sul em Yale que ele redescobriu a cidade inca amplamente esquecida de Machu Picchu. Em 1908 ele serviu como delegado ao Primeiro Congresso Científico Pan-Americano em Santiago, Chile. No caminho para casa via Peru, um prefeito local o convenceu a visitar a cidade pré-colombiana de Choquequirao. Bingham publicou um relato dessa viagem em South America; an account of a journey from Buenos Aires to Lima by way of Potosí, with notes on Brazil, Argentina, Bolivia, Chile, and Peru.
Bingham ficou entusiasmado com a perspectiva de cidades incas inexploradas e organizou a Expedição Peruana de Yale em 1911, um dos objetivos da qual era procurar a última capital dos Incas. Guiado por habitantes locais, ele redescobriu e identificou corretamente Vitcos (então chamada de Rosaspata) e Vilcabamba (então chamada de Espíritu Pampa), que ele chamou de "Eromboni Pampa", mas não reconheceu corretamente Vilcabamba como a última capital, em vez disso, continuou em frente e identificando incorretamente Machu Picchu como a "Cidade Perdida dos Incas". Décadas depois, o descuido de Bingham foi retificado pelo explorador andino Vince Lee, cujas pesquisas detalhadas comprovaram que Vilcabamba foi de fato a última capital dos Incas.
Em 24 de julho de 1911, Melchor Arteaga levou Bingham a Machu Picchu, que havia sido amplamente esquecido por todos, exceto pelo pequeno número de pessoas que viviam no vale imediato. Além disso, os exploradores de Cusco Enrique Palma, Gabino Sanchez e Agustín Lizárraga teriam chegado ao local em 1901.
Bingham retornou ao Peru em 1912, 1914 e 1915 com o apoio de Yale e da National Geographic Society. Em A cidade perdida dos incas (1948), Bingham relatou como passou a acreditar que Machu Picchu abrigava um grande santuário religioso e servia como centro de treinamento para líderes religiosos. A pesquisa arqueológica moderna determinou que o local não era um centro religioso, mas uma propriedade real para a qual os líderes incas e sua comitiva se dirigiram durante o verão andino. Um elemento chave do legado das expedições são as coleções de animais exóticos, antiguidades e restos de esqueletos humanos. Esses objetos expuseram o mundo moderno a uma nova visão do antigo Peru e permitiram que os intérpretes do século XX interpretassem Machu Picchu como uma "cidade perdida" que Bingham "descobriu cientificamente". Bingham combinou sua confiança na prospecção de huaqueros locais com a noção de que a ciência tinha uma reivindicação soberana sobre todos os artefatos que pudessem contribuir para o acúmulo de conhecimento. 
A Universidade Yale em 2012 começou a devolver ao Peru milhares de objetos que Bingham levou para Yale de Macchu Picchu com a permissão de um decreto do governo peruano. O Peru argumentou que os objetos foram apenas emprestados a Yale, não dados.
Machu Picchu tornou-se uma das principais atrações turísticas da América do Sul, e Bingham é reconhecido como o homem que trouxe o local à atenção mundial, embora muitos outros tenham ajudado. A estrada cheia de ziguezague que leva ônibus de turismo do Rio Urubamba para o local é chamada Carretera Hiram Bingham (a rodovia Hiram Bingham).
Bingham foi citado como uma possível base para a personagem Indiana Jones. Seu livro Lost City of the Incas se tornou um best-seller após sua publicação em 1948.
O Peru há muito busca a devolução de cerca de 40 mil artefatos, incluindo múmias, cerâmicas e ossos, que Bingham escavou e exportou de Machu Picchu. Em 14 de setembro de 2007, foi firmado um convênio entre a Universidade de Yale e o governo peruano para a devolução dos objetos. Em 12 de abril de 2008, o governo peruano disse que revisou as estimativas anteriores de 4 000 peças para 40 000.

## Descobridores anteriores de Machu Picchu
Logo depois que Bingham anunciou a existência de Machu Picchu, outros se apresentaram alegando ter visto a cidade primeiro, como o missionário britânico Thomas Payne e um engenheiro alemão chamado J.M. von Hassel. Descobertas recentes apresentaram um novo requerente, um alemão chamado Augusto Berns, que comprou um terreno em frente à montanha Machu Picchu na década de 1860 e, em seguida, tentou levantar dinheiro de investidores para saquear as ruínas incas próximas. Um mapa de 1874 mostra o local de Machu Picchu.

## Política
Em 1922, Bingham foi eleito vice-governador de Connecticut, cargo que ocupou até 1924. Em novembro de 1924, foi eleito governador. Em 16 de dezembro de 1924, Bingham também foi eleito republicano para o Senado dos Estados Unidos para preencher uma vaga criada pelo suicídio de Frank Bosworth Brandegee.

## Morte
Em 6 de junho de 1956, Bingham morreu em sua casa em Washington, D.C. Ele foi enterrado no Cemitério Nacional de Arlington, na Virgínia.